# Ramón Neckelmann
Ramón Neckelmann (* 15. Februar 1907 in Hamburg; † 8. Oktober 2000 ebenda) war ein deutscher Maler und Grafiker.

## Leben
Ramón Neckelmann wuchs als jüngstes von acht Geschwistern in Hamburg-Uhlenhorst auf. Die elterliche Villa (ursprünglich erbaut von Carl Ferdinand Laeisz) blieb bis zu ihrem Verkauf und Abriss 1958 Bezugspunkt und zumeist Wohnort.
Neckelmann machte 1923–1926 eine Ausbildung zum Werbegrafiker bei Theodor Paul Etbauer. In diese Zeit fällt die Bekanntschaft mit Klaus und Erika Mann, Pamela Wedekind und Gustaf Gründgens, die 1925 in den damaligen Hamburger Kammerspielen das Stück „Anja und Esther“ aufführten. Neckelmann lieferte in dieser Zeit bereits Grafiken für das „Hamburger Echo“.
1926 schloss sich zunächst ein Studienaufenthalt in Paris an. Dort begegnete Neckelmann zahlreichen deutschen Künstlern dieser Zeit (Kurt Löwengard und Reinhard Lentz, Mitglieder der Hamburger Sezession sowie Helmut Kolle). In Paris widmete er sich auch erstmals der Malerei.
1927–1928 studierte Neckelmann in Belgien und arbeitete in der Schweiz als Gebrauchsgrafiker u. a. für den Verlag Orell-Füssli.
Zeitweise arbeitete Neckelmann auch als Maler für Bordfeste und als Steward auf einem Kreuzfahrtschiff nach Westindien. Auf dieser Fahrt lernte Neckelmann die Künstlerin Eva Hagemann kennen, mit der ihn eine langjährige Freundschaft verband.
Nach einem Studienaufenthalt an der Kunstgewerbeschule in Stuttgart 1929 war Neckelmann 1930–1933 freischaffend in Hamburg tätig.
1935–1936 folgte ein weiteres Studium an der Kunstakademie Karlsruhe bei Georg Siebert und Hermann Göbel.
Neckelmann war 1937–1939 Kriegsfreiwilliger im Spanischen Bürgerkrieg (Legion Condor, auf Seiten der Putschisten unter Francisco Franco) und von 1940 bis 1945 Soldat der deutschen Wehrmacht.
Neckelmann lebte bis zu seinem Tod in Hamburg, unterbrochen von verschiedenen Orient-Reisen, deren Bildeindrücke er verarbeitete.

## Rezeption
Hanns Theodor Flemming: „In seiner freien Malerei hat Ramón Neckelmann eine unverkennbar eigene Ausdrucksweise entwickelt, in der expressive und dekorative Elemente einander organisch durchdringen. Auch Nachklänge des späten synthetischen Kubismus und des Art-déco-Stils der zwanziger Jahre lassen sich stellenweise beobachten.“
Klaus Täubert: Neckelmanns Bilder leben aus seiner „Freude am leicht verrätselten Detail und erklären sich durch seine Verbundenheit mit den traditionellen Märchen, Mythen und Sagen. Das Groteske und das Hässliche bestimmen Neckelmanns Arbeiten und sind ihm wichtig als Widerpart des Ästhetischen.“
Klaus Mann: „Noch während meines Aufenthalts in Hamburg, während ich jede Nacht spielen mußte und es auch genoß, interessierte ich mich für alles Mögliche, das mit dem Theater nichts zu tun hatte. Auch außerhalb des Theaters hatte ich Freunde. Ich bewegte mich sogar am liebsten in den Kreisen einer gewissen verkommenen jeunesse dorée, unter den Söhnen von Patrizierfamilien, die im Laufe der Inflation mittellos geworden waren. Sie lebten immer noch in den stattlichen Villen, wo ihre Eltern einst die Würde und den Wohlstand der hanseatischen Tradition repräsentiert hatten. Wie exilierte Prinzen, schwermütig und stolz, irrten sie durch die verödete Geräumigkeit verstaubter guter Stuben und verlassener Gärten. Ich hatte eine besondere Vorliebe für einen bestimmten jungen Mann unter ihnen. Er hatte ein langes, knochiges, empfindliches Gesicht und die nervöse Schlankheit eines aristokratischen Windhundes. Er hieß Ramon [Neckelmann]. Er war begabt mit viel Grazie und einem vertrackten, melancholischen und bizarren Humor. Ramon und seine Freunde waren irgendwie anders als die jungen Männer aus ähnlichen Milieus in anderen deutschen Städten. Sie besaßen mehr Natürlichkeit und Selbsironie, als man im allgemeinen unter Deutschen findet.“

## Ausstellungen und Werke
- 1940: Spanienzeichnungen, Atelier Block, Hamburg
- 1949: Malerei zusammen mit Eva Hagemann im Bergedorfer Rathaus (Hamburg)
- 1950: Bühnenbild für „Die Frau des Bäckers“ von Marcel Pagnol, Inszenierung von Gustaf Gründgens in Düsseldorf
- 1963: Malerei und Grafik in Jönköbing und Karlstad, Schweden
- 1973: Marbella, Spanien
- 1977: Malerei und Grafik in der Buchhandlung Hochhuth, Hamburg
- 1987: Malerei und Grafik im Kunsthaus, Hamburg zusammen mit Eva Hagemann
- 1987: Grafik in der Galerie Blankenese, Hamburg
- 1995: Malerei und Grafik im Kunsthaus, Hamburg anlässlich der Verleihung des Arnold-Fiedler-Preises an Ramón Neckelmann
- 1997: Malerei und Grafik in der Galerie Blankenese